# Bülent Akın
Bülent Akın (Bruxelles, 28 agosto 1978) è un allenatore di calcio, dirigente sportivo ed ex calciatore turco, di ruolo centrocampista.

## Palmarès

### Giocatore

#### Competizioni nazionali
- Campionato turco: 1

Galatasaray: 2001-2002

#### Competizioni internazionali
- Supercoppa UEFA: 1

Galatasaray: 2000